# 4855 Tenpyou
4855 Tenpyou (1982 VM5) là một tiểu hành tinh vành đai chính được phát hiện ngày 14 tháng 11 năm 1982 bởi Kosai và Hurukawa ở Đài thiên văn Kiso.